# Nasser Djiga
Nasser Djiga, né le 15 novembre 2002 à Bobo-Dioulasso au Burkina Faso, est un footballeur international burkinabé. Il évolue au poste de défenseur central au Rangers FC, en prêt de Wolverhampton Wanderers.

## Biographie

### En club
Né à Bobo-Dioulasso au Burkina Faso, Nasser Djiga est formé par le club local du Vitesse FC. Il se révèle dans le championnat burkinabè, impressionnant par son calme, sa solidité défensive et sa maturité, ce qui lui vaut l'intérêt présumé de plusieurs clubs étrangers, notamment le LOSC Lille, l'AS Saint-Étienne, le SC Bastia, ou encore des clubs espagnols.
Le 19 juin 2021, Djiga s'engage en faveur du FC Bâle. Il signe un contrat courant jusqu'en juin 2025.
Il joue son premier match avec ce club le 29 juillet 2021, lors du match retour du deuxième tour de qualification de la Ligue Europa Conférence face au FK Partizani. Titulaire ce jour-là, son équipe s’impose sur le score de deux buts à zéro.
Le 30 août 2022, Djiga est prêté pour une saison au Nîmes Olympique.
Le 4 septembre 2023, Nasser Djiga est de nouveau prêté, cette fois-ci à l'Étoile rouge de Belgrade, en Serbie, pour une saison avec option d'achat.

### En sélection
Nasser Djiga représente l'équipe du Burkina Faso des moins de 20 ans, sélection avec laquelle il participe à la Coupe d'Afrique des nations des moins de 20 ans en 2021. Titulaire durant cette compétition, il joue les quatre matchs de son équipe, qui se hisse jusqu'en quarts de finales, où elle est vaincue par l'Ouganda après une séance de tirs au but.
Nasser Djiga honore sa première sélection avec l'équipe nationale du Burkina Faso contre le Kosovo, le 24 mars 2022. Il entre en jeu à la place de Steeve Yago et son équipe s'incline par cinq buts à zéro.
Le 20 décembre 2023, il est retenu dans la liste des vingt-sept joueurs burkinabés sélectionnés par Hubert Velud pour disputer la Coupe d'Afrique des nations 2023.
Le 26 mars 2024, Djiga inscrit son premier but en sélection, à l'occasion d'un match amical contre le Niger. Titularisé, il ouvre le score, mais les deux équipes se neutralisent (1-1 score final).

## Statistiques
| Saison                | Club                    | Championnat           | Championnat | Championnat | Coupe(s) nationale(s) | Coupe(s) nationale(s) | Compétition(s) continentale(s) | Compétition(s) continentale(s) | Compétition(s) continentale(s) | Total | Total |
| Saison                | Club                    | Division              | M.          | B.          | M.                    | B.                    | Comp.                          | M.                             | B.                             | M.    | B.    |
| 2021-2022             | FC Bâle                 | Super League          | 6           | 0           | 2                     | 0                     | C4                             | 3                              | 0                              | 11    | 0     |
| 2022-2023             | FC Bâle                 | Super League          | 1           | 0           | 1                     | 0                     | C4                             | 2                              | 0                              | 4     | 0     |
| 2023-2024             | FC Bâle                 | Super League          | 4           | 0           | 1                     | 1                     | C4                             | 2                              | 0                              | 7     | 1     |
| Sous-total            | Sous-total              | Sous-total            | 11          | 0           | 4                     | 1                     | -                              | 7                              | 0                              | 22    | 1     |
| 2022-2023             | Nîmes Olympique (prêt)  | Ligue 2               | 21          | 0           | -                     | -                     | -                              | -                              | -                              | 21    | 0     |
| 2023-2024             | Étoile rouge (prêt)     | Super liga            | 22          | 1           | 1                     | 0                     | C1                             | 6                              | 0                              | 29    | 1     |
| 2024-2025             | Étoile rouge            | Super liga            | 17          | 2           | -                     | -                     | C1                             | 10                             | 1                              | 27    | 3     |
| Sous-total            | Sous-total              | Sous-total            | 39          | 3           | 1                     | 0                     | -                              | 16                             | 1                              | 56    | 4     |
| 2024-2025             | Wolverhampton Wanderers | Premier League        | 0           | 0           | -                     | -                     | -                              | -                              | -                              | 0     | 0     |
| Total sur la carrière | Total sur la carrière   | Total sur la carrière | 71          | 3           | 5                     | 1                     | -                              | 23                             | 1                              | 99    | 5     |

## Palmarès
Il est champion de Serbie en 2024 et remporte la Coupe de Serbie la même année avec l'Étoile rouge de Belgrade.